# Sabotage de Damásta
Seconde Guerre mondiale
Le sabotage de Damásta, en grec moderne : Το σαμποτάζ της Δαμάστας, est une attaque des résistants crétois, menée par le capitaine W. Stanley Moss, officier exécutif du Special Operations Executive britannique, contre les forces d'occupation allemandes, pendant la Seconde Guerre mondiale. L'attaque a lieu le 8 août 1944, près du village de Damásta, sur l'île de  Crète en Grèce, et vise à empêcher les Allemands d'attaquer le village d'Anógia,,,.

## Contexte
Le 7 août 1944, le Feldwebel Josef Olenhauer (connu des locaux sous le nom de « Sifis », diminutif grec de son nom qui est assez répandu en Crète) et quelques hommes de la garnison allemande, basée à Yení Gavé (en grec moderne : Γενί-Γκαβέ, aujourd'hui Drosiá - en grec moderne : Δροσιά), montent au village d'Anógia à la recherche de travailleurs forcés.
Olenhauer ordonne à ses hommes de rassembler des hommes sélectionnés dans le but de les forcer à marcher vers Réthymnon. Les villageois refusent de se conformer à cet ordre et cinquante d'entre eux sont pris en otage, en guise de représailles. En route vers Réthymnon, la colonne est prise en embuscade par les résistants locaux de l'ELAS, qui attaquent le détachement allemand à un endroit appelé Sfakáki (Σφακάκι), libérant les otages et tuant tous les Allemands. Malgré le succès de l'opération, les villageois d'Anógia craignent des représailles imminentes de la part des Allemands et se rendent donc dans les montagnes pour rejoindre les andartes locaux.

## L'embuscade

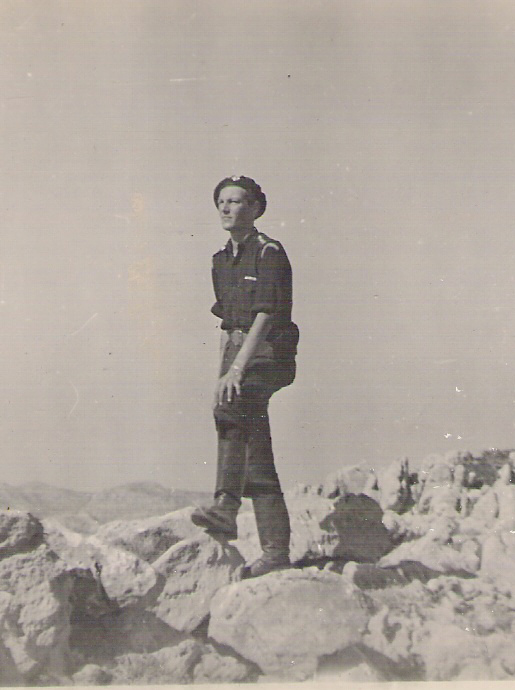
Le capitaine Bill Stanley Moss MC, en 1944.

Le jour suivant, le 8 août, un groupe de résistance, commandé par l'officier exécutif des opérations spéciales britanniques, le capitaine Bill Stanley Moss MC, composé de huit Crétois, d'Anógia organisés au sein de l'Organisation nationale de Crète (EOK) (composée par Kefalogiannis, Stavrakakis, Sbokos, Spithouris, Skoulas et Kontokalos) et de six prisonniers de guerre russes évadés, progresse vers la route principale reliant Réthymnon et Héraklion.
Moss avait auparavant créé une petite force de frappe, composée de prisonniers de guerre russes, en fuite, qui travaillait avec les andartes et prévoyait d'attaquer les transports ennemis, sur la route Héraklion-Réthymnon. Cependant, à la lumière des événements d'Anógia, il entreprend plutôt de mettre en place l'inévitable réponse ,avant que les troupes allemandes ne quittent leur transport et se déploient, afin de sauver Anógia.
Il choisit un site pour l'embuscade, près d'un pont au lieu-dit Damastos, à un kilomètre à l'ouest du village de Damásta et le mine avec des grenades Hawkins (en), en prévision de la réaction allemande. Après avoir détruit divers véhicules de passage, parmi lesquels un camion transportant du courrier militaire vers La Canée, la force allemande en route pour attaquer Anógia apparaît finalement. Elle consiste en un camion de fantassins, soutenu par un véhicule blindé.
Moss et son groupe attaquent les troupes allemandes. Moss se glisse à l'arrière du véhicule blindé et lance une grenade dans la trappe. Au total, 35 Allemands et 10 Italiens sont tués, ainsi qu'un partisan russe, et 12 prisonniers de l'Axe sont faits prisonniers lors de l'affrontement qui suit. Le partisan crétois Manolis Spithouris (Ntampakomanolis) est gravement blessé à l'abdomen,. À son retour au Caire, Moss fait valoir que Kefalogiannis doit être décoré pour son action. L'opération est décrite en détail dans le livre de Moss A War of Shadows (en) et commémorée à Damásta et au musée historique de Crète.

## Conséquences
L'opportunité de l'embuscade de Damásta est fortement contestée. Le général Müller avait remplacé le général Bruno Bräuer, en tant que commandant de la forteresse de Crète, le 1er juillet 1944. Bräuer n'avait pas déclenché de représailles après l'enlèvement du général Kreipe, car personne n'avait été tué, et le résultat de l'enlèvement avait été une perte de face pour les Allemands plutôt que personnelle.
Cela contraste avec le général Müller et l'exécution, presque instantanée, de 50 Crétois, après le raid sur les aérodromes, en mai-juin 1942 et la destruction de Viánnos, par Müller, en septembre 1943, en représailles aux attaques des résistants dans la région de Káto Sými.

Alors que Moss avait espéré que l'embuscade aurait pu sauver Anógia, Müller, maintenant commandant allemand en Crète, a d'autres raisons stratégiques de représailles et de terreur, à travers la Crète, afin d'aider l'évacuation allemande, prévue d'une grande partie de l'île vers La Canée, ainsi que de ne pas laisser Anógia rester impunie pendant des années de résistance,,. Les habitants d'Anógia ont participé activement à la résistance et lui ont donné refuge pendant de nombreuses années, ont tué le sergent-commandant Olenhauer et la garnison de Yeni-Gave et ont également fourni un abri aux ravisseurs du général Heinrich Kreipe. Son ordre du jour pour détruire Anógia est spécifique et rétrospectif. Ses ordres sont : 

« ORDRE DU COMMANDANT GÉNÉRAL ALLEMAND DE LA GARNISON DE CRÈTE : "Parce que la ville d'Anógia est le centre du renseignement anglais en Crète, parce que les habitants d'Anógia ont commis le meurtre du Sergent Commandant du Yeni-Gave, ainsi que de la garnison sous ses ordres, parce que les habitants d'Anógia ont effectué le sabotage de Damásta, parce qu'à Anógia les guérillas des différents groupes de résistance se réfugient et trouvent protection et parce que c'est par Anógia que sont passés les ravisseurs avec le général Von Kreipe en utilisant Anógia comme camp de transit, nous ordonnons sa DESTRUCTION COMPLÈTE et l'exécution de tout homme d'Anógia qui se trouverait dans le village et autour de celui-ci dans un rayon d'un kilomètre" LA CANEE 13 AOÛT 1944, LE COMMANDANT GÉNÉRAL DE LA GARNISON DE CRÈTE, H. MULLER. »

Sur ordre de Müller, une trentaine d'habitants d'Anógia sont exécutés et le village est systématiquement pillé pendant plus de 20 jours puis finalement rasé. Le 21 août, les Allemands exécutent 30 hommes du village de Damásta après les avoir accusés de complicité pour ne pas avoir donné d'avertissement sur l'embuscade et rasent aussi leur village.
Müller est condamné à mort, le 9 décembre 1946 pour ce crime et d'autres crimes de guerre. Il est exécuté, par un peloton d'exécution, le 20 mai 1947.

## Mémorial
Le monument est conçu par deux architectes d'Héraklion, Nikos Scoutelis et Flavio Zanon, et construit en 1994, grâce à des fonds donnés par les familles du village de Damásta.
Le monument présente un extrait d'un poème écrit par Odysséas Elýtis, le poète grec et lauréat du prix Nobel de littérature en 1979. Le poème, intitulé To Axion Esti (en français : Digne de l'être) est un long poème dans lequel l'orateur explore l'essence de son être ainsi que l'identité de son pays, la Grèce, et de son peuple.
La traduction de la partie du poème gravée sur le monument est :

« ILS FRAPPENT (MA PIERRE) AVEC UNE LOURDE HACHE
ILS LA PERCENT AVEC UN SCALPEL DURCI
ILS SCULPTENT MA PIERRE AVEC UN CISEAU AMER
ET PLUS LE TEMPS ÉRODE LA MATIÈRE, PLUS L'ORACLE ME SORT DE LA TÊTE :
CRAINS LA COLÈRE DES MORTS ET LES STATUES DES ROCHERS ! »

### Source de la traduction
- (en) Cet article est partiellement ou en totalité issu de l’article de Wikipédia en anglais intitulé « Damasta sabotage » (voir la liste des auteurs).